# Daniel (Dorowskich)
Daniel, imię świeckie Aleksandr Grigoriewicz Dorowskich, ros. Александр Григорьевич Доровских (ur. 27 grudnia 1960 w Woroneżu) – rosyjski biskup prawosławny.

## Życiorys
Pochodzi z głęboko religijnej rodziny. Jego bracia również są duchownymi prawosławnymi; jeden z nich, Tichon, jest arcybiskupem orłowskim.
Po ukończeniu szkoły średniej i odbyciu zasadniczej służby wojskowej wstąpił do seminarium duchownego w Odessie, które ukończył w 1984. W tym samym roku rozpoczął wyższe studia teologiczne w Moskiewskiej Akademii Duchownej. Od marca 1985 przebywał jako posłusznik w ławrze Troicko-Siergijewskiej, gdzie 20 czerwca 1985 złożył wieczyste śluby zakonne. 3 lipca przyjął święcenia diakońskie, zaś 28 sierpnia 1986 – kapłańskie. W 1988 uzyskał tytuł kandydata nauk teologicznych.
26 marca został igumenem, zaś 29 grudnia 1989 – archimandrytą.
11 listopada 2001 w soborze Chrystusa Zbawiciela w Moskwie miała miejsce jego chirotonia na biskupa jużnosachalińskiego i kurylskiego. 24 grudnia 2010 Święty Synod Rosyjskiego Kościoła Prawosławnego przeniósł go na katedrę archangielską i chołmogorską.  W 2011, po erygowaniu metropolii archangielskiej, został jej zwierzchnikiem, po czym otrzymał godność metropolity. Od 2019 r. stoi na czele metropolii i eparchii kurgańskiej.